# 全缘兔耳草
全缘兔耳草（学名：Lagotis integra），为玄参科兔耳草属下的一个植物种。